# HK Něman Grodno
HK Něman Grodno je hokejový klub z Grodna, který hraje Běloruskou hokejovou ligu. Klub byl založen roku 1988. Jejich domovským stadionem je Grodno Ice Sport Palace s kapacitou 2550 lidí.